# Aleksandr Gorsjkov
Aleksandr Georgijevitsj Gorsjkov (Russisch: Александр Георгиевич Горшков) (Moskou, 8 oktober 1946 – aldaar, 17 november 2022) was een Russisch kunstschaatser. Hij werd, met zijn schaatspartner en echtgenote Ljoedmila Pachomova (1966-76), bij de Olympische Winterspelen van Innsbruck 1976 de eerste olympisch kampioen bij het ijsdansen. Tijdens de Spelen van Grenoble 1968 was ijsdansen nog een demonstratiesport. Pachomova en Gorsjkov waren ook zesvoudig Europees en wereldkampioen. Hij is sinds 2010 voorzitter van de Russische kunstschaatsbond.

## Biografie

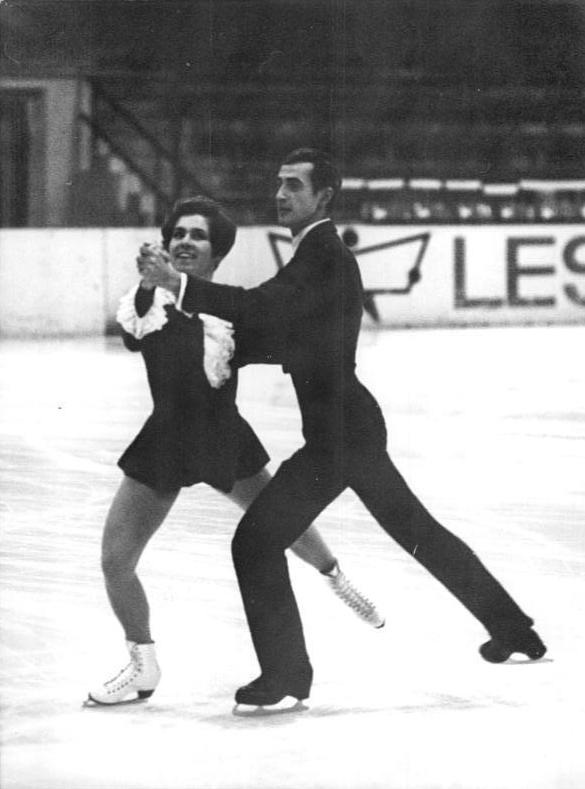
Gorsjkov en schaatspartner Ljoedmila Pachomova (1969)

Gorsjkov begon op zesjarige leeftijd met kunstschaatsen. Hij begon met het paarrijden, maar de resultaten vielen tegen en hij kon niet goed overweg met zijn partner. IJsdansen bleek hem meer te liggen; Gorsjkov had eerst Irina Netsjkina als schaatspartner. In 1966 nodigde de meer ervaren kunstschaatsster Ljoedmila Pachomova hem uit om met haar te schaatsen. Experts gaven het duo weinig kans van slagen, maar ze kregen geen gelijk.
In 1969 won het paar de bronzen medaille bij de EK en de zilveren medaille bij de WK. Een jaar eerder namen ze deel aan de Winterspelen van Grenoble, waar het ijsdansen nog een demonstratiesport was. In 1970 veroverden ze hun eerste gouden medailles op zowel de EK als de WK. Pachomova en Gorsjkov sloten in 1976 bij de Winterspelen in Innsbruck hun succesvolle carrière af met het eerste olympisch goud. Hij huwde in 1970 met Pachomova. In 1977 kregen ze een dochter. Zijn echtgenote kwakkelde sinds eind 1979 met haar gezondheid. Ze bleek de ziekte van Hodgkin te hebben en overleed uiteindelijk in 1986.
Gorsjkov fungeerde later als voorzitter van het technische comité van de Internationale Schaatsunie bij het ijsdansen. In 2010 werd hij unaniem verkozen tot voorzitter van de Russische kunstschaatsbond. Gorsjkov hertrouwde met Irina Gorsjkova.

## Belangrijke resultaten
1966-1976 met Ljoedmila Pachomova (voor de Sovjet-Unie uitkomend)
| Kampioenschap           | 66/67  | 67/68  | 68/69  | 69/70 | 70/71 | 71/72  | 72/73 | 73/74 | 74/75 | 75/76 |
| ----------------------- | ------ | ------ | ------ | ----- | ----- | ------ | ----- | ----- | ----- | ----- |
| Olympische Spelen       |        |        |        |       |       |        |       |       |       | Goud  |
| Wereldkampioenschap     | 13e    | 6e     | Zilver | Goud  | Goud  | Goud   | Goud  | Goud  |       | Goud  |
| Europees kampioenschap  | 10e    | 5e     | Brons  | Goud  | Goud  | Zilver | Goud  | Goud  | Goud  | Goud  |
| Nationaal kampioenschap | Zilver | Zilver | Goud   | Goud  | Goud  |        | Goud  | Goud  | Goud  |       |

1976: Ljoedmila Pachomova / Aleksandr Gorsjkov ·
1980: Natalja Linitsjoek / Gennadi Karponossov ·
1984: Jayne Torvill / Christopher Dean ·
1988: Natalja Bestemjanova / Andrej Boekin ·
1992: Marina Klimova / Sergej Ponomarenko ·
1994: Oksana Grisjtsjoek / Jevgeni Platov ·
1998: Oksana Grisjtsjoek / Jevgeni Platov ·
2002: Marina Anissina / Gwendal Peizerat ·
2006: Tatjana Navka / Roman Kostomarov ·
2010: Tessa Virtue / Scott Moir ·
2014: Meryl Davis / Charlie White ·
2018: Tessa Virtue / Scott Moir ·
2022: Gabriella Papadakis / Guillaume Cizeron
- International Standard Name Identifier: 0000 0004 4646 1056
- Library of Congress Control Number: n97868003
- Virtual International Authority File: 36218192
- WorldCat: E39PBJh4wpRCWgDFbDY7bkVKVC